# 小塚崇彦
小塚 崇彦（こづか たかひこ、ラテン文字：Takahiko Kozuka, 1989年2月27日 - ）は、2000年代から2010年代にかけて活躍した日本のフィギュアスケート選手（男子シングル）。愛知県名古屋市瑞穂区出身。最終学歴は中京大学大学院体育学研究科体育学専攻博士前期課程修了。現役引退後はトヨタ自動車に所属する傍ら、プロフィギュアスケーター・フィギュアスケートデモンストレーターとしてフィギュアスケートを始めとしたスポーツの普及活動を行う。JOCオリンピックムーブメント・環境アンバサダー兼委員。スペシャル・オリンピックス日本ドリームサポーター。一般社団法人日本フィギュアスケーターズ協会代表理事。元選手の経験を生かし、ブレードやシューズなどスケート用具の開発にも取り組む。
主な実績に、2010年バンクーバーオリンピック8位、2011年世界選手権2位、2008年GPファイナル2位、2010年全日本選手権優勝、2006年世界ジュニア選手権優勝など。

## 人物
中京大学附属中京高等学校卒業。2007年4月よりトヨタ自動車に所属しながら中京大学体育学部に社会人学生として進学。2011年4月より中京大学大学院体育学研究科体育学専攻博士前期課程に進学、2016年3月に修了した。
祖父の小塚光彦（1916年 - 2011年）は旧満州のフィギュアスケートチャンピオン。帰国後は愛知県スケート連盟、オリオンFSCを創設し、山田満知子や門奈裕子らを育てた。父の小塚嗣彦は1968年グルノーブルオリンピック男子シングル日本代表。母の小塚幸子（旧姓・坂野）、叔母の坂野浩子もフィギュアスケート選手だった。そのため、『日本フィギュア界のサラブレッド』とも呼ばれる。現在、愛知県には光彦の名を冠した「小塚杯」が開催されている。
佐藤家と小塚家の関係は古く、信夫の母は父・嗣彦の最初のコーチであり、信夫は嗣彦がオリンピックに出場した当時のコーチでもある。また、母・幸子がスケートを始めたのは、近所に住んでいた久美子にリンクへ連れられていったことがきっかけである。
無駄のない滑らかなスケーティングとエッジを深く使ったステップ、正確な技術を持ち味とする。2008-2009のフリープログラム「ロミオとジュリエット」の衣装がシンプルなのは、足元のエッジ捌きが映えるように上半身を目立たなくさせようという振付師、佐藤有香のねらいによる。
荒川静香は小塚について、スケート以外のスポーツでも少しかじればすぐにできるようになるほど運動神経がいいと語っている。
2016年4月1日より1年近くの間、トヨタ自動車の社員としてスポーツ関連の部署で社業に専念していたが、翌年2月1日、トヨタ自動車・強化運動部の業務と並行して、10か月ぶりに再びスケート界へ携わる事を表明。
プライベートでは、2016年2月20日にフジテレビアナウンサーの大島由香里と結婚。同年6月18日、結婚披露宴を行った。翌2017年4月25日、第1子となる女児が愛知県内の病院で誕生したが、2019年12月に離婚。
競泳の入江陵介とは中京大学近くのゴルフ場で知り合って親しくしており、立石諒とも親友である。
また、同じフィギュアスケート選手の浅田真央とは名古屋市出身の幼馴染である。2017年4月10日に浅田が公式ブログにおいて現役引退を公表した翌11日に、小塚はフジテレビ系列「バイキング」に出演し、プライベートで浅田から直接に引退を打ち明けられていたと語っている。

## 経歴

### ジュニア時代
5歳の時、佐藤有香の世界選手権優勝の演技を現地で観戦し、そのスケーティングに魅了されたことがきっかけで本格的にスケートを習い始める。当初、両親の指導のもとで研鑽を重ねてきたが、小学生の頃から佐藤信夫･久美子夫妻の指導を受けている。
全日本ノービス選手権Bクラス2連覇（1998-1999、1999-2000）、同Aクラス2連覇（2000-2001、2001-2002）。1999-2000には全日本ジュニア選手権に初出場し、9位に入っている。ジュニア3年目の2004-2005シーズン、全日本選手権のショートプログラム (SP) でシニアの選手を抑えて１位に立ち、注目を浴びる。
2005-2006シーズン、ISUジュニアグランプリ (JGP) 初戦のJGPモントリオールで2位、2戦目のSBC杯で優勝。JGPファイナルでは日本人男子選手初制覇の快挙を成し遂げた。全日本ジュニア選手権も制し、世界ジュニア選手権では日本人男子として髙橋大輔、織田信成以来3人目の優勝を果たした。

### シニア以降

#### バンクーバー五輪出場・8位入賞

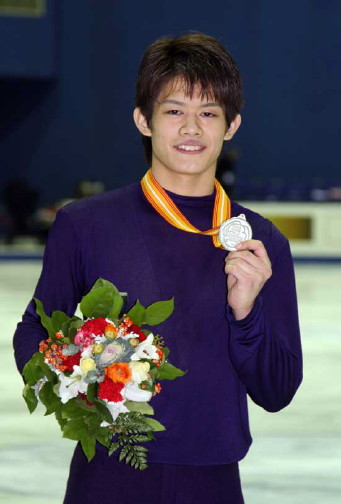
2008GPファイナル

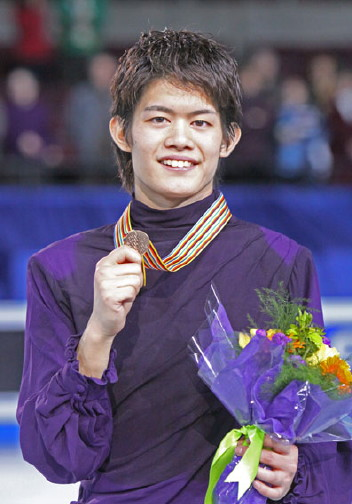
2009四大陸選手権

2006-2007シーズンからシニアに参戦し、ISUグランプリシリーズ（GPシリーズ）2戦目のNHK杯で総合3位となり、早くも初の表彰台に上がった。
2007-2008シーズン、4度目の出場となった全日本選手権で2位となり、四大陸選手権と世界選手権行きの切符を手にした。四大陸選手権は8位に留まったが、自身初出場の世界選手権では総合8位と健闘し、翌2009年大会の日本男子シングル出場の3枠確保に貢献した。
2008-2009シーズン、初戦のスケートアメリカでGPシリーズ初優勝を果たし、日本人男子4人目のGPシリーズ優勝者となった。続くエリック杯で総合2位になり、初めてGPファイナルに進む。GPファイナルではSPで首位に立ったが、FSで2度の転倒があり、総合2位となった。四大陸選手権ではフリーの4回転トウループで転倒するも認定され、総合3位に入り銅メダルを獲得。このシーズンはFSで4回転トウループに挑み続けていたが、世界選手権では4回転抜きの確実な構成で臨み、同大会で日本男子最高の総合6位。総合7位だった織田信成との順位合計は「13」となり、目標に掲げていた翌2010年バンクーバーオリンピックの出場枠「3」をギリギリで確保した。
2009-2010シーズン、全日本選手権で3位に入り、自身初のオリンピック代表に選出される。バンクーバーオリンピックにおいては、SPは3回転アクセルの着氷が乱れたものの無難にまとめて8位スタート。FSは4回転トウループが若干両足になるも試合では初めて着氷に成功し、五輪の大舞台で総合8位入賞を果たした。なおバンクーバー五輪に出場した日本男子選手で、3人の内では最下位だった（ほか髙橋大輔3位・織田信成7位）ものの、小塚ただ1人が4回転ジャンプが認定されて、過去五輪代表の日本男子選手では史上2人目の快挙達成となる。続く世界選手権ではSPで4位につけたが、FSの高難度ジャンプの失敗が響き総合10位に終わった。シーズン終了後、上半身の強化と表現力の向上に力を注いだ。

#### 世界選手権・銀メダル獲得
2010-2011シーズン、GPシリーズは中国杯、エリック杯と連続優勝。ポイントランキング1位の成績で進出したGPファイナルでは総合3位となった。7度目の出場となった全日本選手権で初優勝。かつて全日本3連覇を果たした父に続き、男子では史上初の全日本親子制覇となった。東日本大震災の影響で1か月延期、日本・東京からロシア・モスクワに代替開催となった世界選手権では、予選をトップで通過。SPでは3回転アクセルの失敗で6位と出遅れたが、FSでは4回転トウループを国際試合で初めてクリーンに決めるなど、他ジャンプもミス無く完璧な演技を披露。全員のジャッジが全ての演技要素に、1点以上のGOE加点を付ける高得点でFS2位となり、総合2位に入り世界選手権で自身初の銀メダルを獲得し、日本男子選手としては史上4人目の同大会メダリストに輝いた。
2011-2012シーズン、GPシリーズはスケートアメリカで3位、NHK杯2位となるも、GPファイナル進出はならなかった。連覇のかかった全日本選手権では、SPで回避した4回転トウループをFSでクリーンに決めたが、後半の3回転アクセルの転倒がひびき、3.63点差で逆転優勝ならず2位に留まったが、5回目の世界選手権への出場を決めた。しかし期待された世界選手権ではSP・FS共に4回転トウループの着氷に失敗し、他のジャンプにもミスが目立ち総合11位に敗れ2大会連続のメダル獲得はならなかった。世界国別対抗戦も自身の成績は総合6位に留まったが、日本代表としては同大会初の総合優勝を果たしている。
2012-2013シーズン、GPシリーズは初戦のスケートアメリカで自己ベスト更新のSP2位から逆転優勝、2戦目のロステレコム杯で2位。通算3度目のGPファイナルの進出を決めたが、総合5位に留まった。全日本選手権では本番前に足の怪我を抱えながら強行出場するも、総合5位に終わり6年ぶりに表彰台を逃した。大会後の検査で、右足の腱鞘炎により全治1ヶ月と診断された。怪我の影響によりエントリーしていたチャレンジカップを欠場。ガルデナスプリング杯で大会復帰し優勝した。

#### ソチ五輪落選
2013-2014シーズン、スケートアメリカで6位と不調、中国杯では3位に留まりGPファイナル進出を逃す。全日本選手権では3位となるも、グランプリシリーズの成績不振が響いて、ソチオリンピックの代表には惜しくも選出されなかった。四大陸選手権では、優勝した無良崇人に次ぐ総合2位で銀メダルを獲得。世界選手権代表は当初補欠選出だったものの髙橋（ソチ五輪6位）がケガによる出場辞退で、小塚が急遽繰り上がり同大会2年ぶりに出場。準備期間が僅か3週間の調整ながらもSP・FS共に6位の総合6位に入った。
2014-2015シーズン、スケートカナダでは8位、ロステレコム杯は6位で2007-2008シーズン以来初めて両方の大会でメダルを獲得できなかった。全日本選手権ではSP6位だったもののFS2位と逆転し、同大会で2年連続3位の表彰台に登り、2年連続通算7回目の世界選手権代表入りを決める。しかし、世界選手権のSPでは3つのジャンプ全て失敗し19位と大きく出遅れてしまい、FSは1番滑走で順位を上げる（FSのみは9位）も、過去ワースト成績の総合12位に終わった。
4月11日、東京都内で開催のトークショーに出演。その際に小塚自ら「4月から大学院に復学しました。修士論文があるため、スケートを3か月間は休みます。その間に今後どうするかを考えたい」と、同年夏頃にスケート選手としての進退について決断する事を明らかにした。
2015-2016シーズン、現役続行を決めたものの左足首腱鞘炎により中国杯を欠場。ロステレコム杯ではGPシリーズで過去最低の9位に沈む。全日本選手権でも5位に留まり、四大陸選手権及び世界選手権共に代表落ちとなった。

### 現役引退後

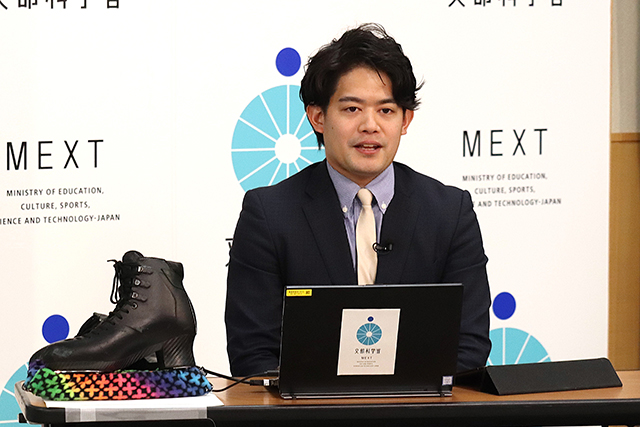
GIGAスクール特別講座での講演（2025年3月）

2016年3月15日、自身の公式ブログサイトにて、昨年12月の全日本選手権を最後に、今シーズン限りでの現役引退を発表（連盟には所属のトヨタ自動車経由で2016年3月末日をもっての引退という内容で届出）した。
同年4月17日、「スターズ・オン・アイス」の東京公演にて、演目は、坂本龍一の「エピローグ」で現役最後を飾った。引退後は一旦フィギュアスケート界から去り、所属先であるトヨタ自動車の一従業員として、強化運動部での社業に専念していた。
2017年2月1日、「Sports Graphic Number」でのインタビューで小塚は「これからは自分の技術を伝えることで、フィギュアスケート界に恩返しをしたいと考えています」とコメント、所属中のトヨタ自動車・強化運動部の業務と並行して、10か月ぶりに再びスケート界へ携わる事を表明。同年7月14日から「プリンスアイスワールド東京公演」へ出演し、現役引退以来1年3か月振りにアイスショーへ復帰した。
2018年1月には、レーシングチームの『埼玉トヨペット Green Brave』が開催する育成プログラム入りすることが発表され、国内最大規模を誇る自動車のワンメイクレースの86/BRZレースへの参戦を目指してトレーニングを行った。同年7月、富士スピードウェイで同レースデビューを飾っている。またこの縁で8月には、ラリージャパン復活に向けた『WRC招致応援団』の一人にも選ばれている。
2018年4月24日、地元・名古屋市内の企業と共に開発され、小塚自ら「99％同じ製品が出来上がります」と宣伝した、フィギュアスケート用の新ブレード販売を発表。
2018年12月、子どもから一般までを対象とした短期フィギュアスケート教室「小塚アカデミー」を始動。全国各地での出張教室も行い、フィギュアスケートの普及に努めている。
2019年7月1日より、FORM JAPAN ENTERTAINMENT所属。

## 主な戦績
| 大会/年              | 2002-03 | 03-04 | 04-05 | 05-06 | 06-07 | 07-08 | 08-09 | 09-10 | 10-11 | 11-12 | 12-13 | 13-14 | 14-15 | 15-16 |
| -------------------- | ------- | ----- | ----- | ----- | ----- | ----- | ----- | ----- | ----- | ----- | ----- | ----- | ----- | ----- |
| オリンピック         |         |       |       |       |       |       |       | 8     |       |       |       |       |       |       |
| 世界選手権           |         |       |       |       |       | 8     | 6     | 10    | 2     | 11    |       | 6     | 12    |       |
| 四大陸選手権         |         |       |       |       |       | 8     | 3     |       | 4     |       |       | 2     |       |       |
| 世界国別対抗戦       |         |       |       |       |       |       | T3/P8 |       | 中止  | T1/P6 |       |       |       |       |
| 全日本選手権         |         |       | 4     | 4     | 6     | 2     | 2     | 3     | 1     | 2     | 5     | 3     | 3     | 5     |
| GPファイナル         |         |       |       |       |       |       | 2     |       | 3     |       | 5     |       |       |       |
| GPロステレコム杯     |         |       |       |       |       | 5     |       | 2     |       |       | 2     |       | 6     | 9     |
| GPスケートカナダ     |         |       |       |       |       |       |       |       |       |       |       |       | 8     |       |
| GP中国杯             |         |       |       |       |       |       |       |       | 1     |       |       | 3     |       | 欠場  |
| GPスケートアメリカ   |         |       |       |       |       | 8     | 1     |       |       | 3     | 1     | 6     |       |       |
| GPNHK杯              |         |       |       |       | 3     |       |       | 7     |       | 2     |       |       |       |       |
| GPエリック杯         |         |       |       |       | 6     |       | 2     |       | 1     |       |       |       |       |       |
| ユニバーシアード     |         |       |       |       |       |       |       |       |       |       |       |       | 2     |       |
| ガルデナスプリング杯 |         |       |       |       |       |       |       |       |       |       | 1     |       |       |       |
| アジア大会           |         |       |       |       | 4     |       |       |       |       |       |       |       |       |       |
| 世界Jr.選手権        |         |       |       | 1     |       |       |       |       |       |       |       |       |       |       |
| 全日本Jr.選手権      | 7       | 6     | 4     | 1     |       |       |       |       |       |       |       |       |       |       |
| JGPファイナル        |         |       |       | 1     |       |       |       |       |       |       |       |       |       |       |
| JGPSBC杯             |         |       |       | 1     |       |       |       |       |       |       |       |       |       |       |
| JGPモントリオール    | 4       |       |       | 2     |       |       |       |       |       |       |       |       |       |       |
| JGPブダペスト        |         |       | 7     |       |       |       |       |       |       |       |       |       |       |       |
| JGPバルト杯          |         | 9     |       |       |       |       |       |       |       |       |       |       |       |       |
| JGPメキシコ杯        |         | 2     |       |       |       |       |       |       |       |       |       |       |       |       |

### 詳細
| 2015-2016 シーズン    |                                                  |         |          |          |
| 開催日                | 大会名                                           | SP      | FS       | 結果     |
| 2015年12月24日 - 27日 | 第84回全日本フィギュアスケート選手権（札幌）     | 5 78.19 | 6 150.63 | 5 228.82 |
| 2015年11月20日 - 22日 | ISUグランプリシリーズ ロステレコム杯（モスクワ） | 8 69.61 | 9 125.87 | 9 195.48 |

| 2014-2015 シーズン       |                                                  |          |           |           |
| 開催日                   | 大会名                                           | SP       | FS        | 結果      |
| 2015年3月23日 - 29日     | 2015年世界フィギュアスケート選手権（上海）       | 19 70.15 | 9 152.54  | 12 222.69 |
| 2015年2月4日 - 14日      | ユニバーシアード冬季競技大会（グラナダ）         | 1 77.15  | 3 140.55  | 2 217.70  |
| 2014年12月25日 - 28日    | 第83回全日本フィギュアスケート選手権（長野）     | 6 72.39  | 2 173.29  | 3 245.68  |
| 2014年11月14日 - 16日    | ISUグランプリシリーズ ロステレコム杯（モスクワ） | 3 81.38  | 7 135.42  | 6 216.80  |
| 2014年10月31日 - 11月2日 | ISUグランプリシリーズ スケートカナダ（ケロウナ） | 6 75.85  | 11 127.32 | 8 203.17  |
| 2014年10月4日            | 2014年ジャパンオープン（さいたま）               | -        | 6 119.51  | 3 団体    |

| 2013-2014 シーズン    |                                                      |         |          |          |
| 開催日                | 大会名                                               | SP      | FS       | 結果     |
| 2014年3月24日 - 30日  | 2014年世界フィギュアスケート選手権（さいたま）       | 6 85.54 | 6 152.48 | 6 238.02 |
| 2014年1月20日 - 25日  | 2014年四大陸フィギュアスケート選手権（台北）         | 4 76.85 | 1 159.53 | 2 236.38 |
| 2013年12月20日 - 23日 | 第82回全日本フィギュアスケート選手権（さいたま）     | 3 90.70 | 4 174.11 | 3 264.81 |
| 2013年11月1日 - 3日   | ISUグランプリシリーズ 中国杯（北京）                 | 3 81.62 | 5 145.30 | 3 226.92 |
| 2013年10月18日 - 20日 | ISUグランプリシリーズ スケートアメリカ（デトロイト） | 4 77.75 | 5 153.20 | 6 230.95 |
| 2013年10月5日         | 2013年ジャパンオープン（さいたま）                   | -       | 2 158.42 | 1 団体   |

| 2012-2013 シーズン    |                                                  |         |          |          |
| 開催日                | 大会名                                           | SP      | FS       | 結果     |
| 2013年4月1日 - 3日    | 2013年ガルデナスプリング杯（ガルデナ）           | 1 81.18 | 2 147.45 | 1 228.63 |
| 2012年12月20日 - 24日 | 第81回全日本フィギュアスケート選手権（札幌）     | 3 84.58 | 7 143.98 | 5 228.56 |
| 2012年12月6日 - 9日   | 2012/2013 ISUグランプリファイナル（ソチ）        | 4 86.39 | 5 166.88 | 5 253.27 |
| 2012年11月9日 - 11日  | ISUグランプリシリーズ ロステレコム杯（モスクワ） | 3 76.34 | 3 153.65 | 2 229.99 |
| 2012年10月19日 - 21日 | ISUグランプリシリーズ スケートアメリカ（ケント） | 2 85.32 | 1 166.12 | 1 251.44 |
| 2012年10月6日         | 2012年ジャパンオープン（さいたま）               | -       | 2 165.08 | 1 団体   |

| 2011-2012 シーズン     |                                                      |          |           |           |
| 開催日                 | 大会名                                               | SP       | FS        | 結果      |
| 2012年4月18日 - 22日   | 2012年世界フィギュアスケート国別対抗戦（東京）       | 8 73.61  | 5 151.69  | 6 225.30  |
| 2012年3月26日 - 4月1日 | 2012年世界フィギュアスケート選手権（ニース）         | 13 71.78 | 11 146.85 | 11 216.63 |
| 2011年12月23日 - 25日  | 第80回全日本フィギュアスケート選手権（門真）         | 2 85.60  | 2 165.37  | 2 250.97  |
| 2011年11月11日 - 13日  | ISUグランプリシリーズ NHK杯（札幌）                  | 2 79.77  | 2 155.25  | 2 235.02  |
| 2011年10月21日 - 23日  | ISUグランプリシリーズ スケートアメリカ（オンタリオ） | 2 70.69  | 2 141.40  | 3 212.09  |
| 2011年10月1日          | 2011年ジャパンオープン（さいたま）                   | -        | 3 148.21  | 3 団体    |

| 2010-2011 シーズン   |                                                      |          |         |          |          |
| 開催日               | 大会名                                               | 予選     | SP      | FS       | 結果     |
| 2011年4月24日-5月1日 | 2011年世界フィギュアスケート選手権（モスクワ）       | 1 165.00 | 6 77.62 | 2 180.79 | 2 258.41 |
| 2011年2月15日-20日   | 2011年四大陸フィギュアスケート選手権（台北）         | -        | 6 66.25 | 2 157.27 | 4 223.52 |
| 2010年12月24日-26日  | 第79回全日本フィギュアスケート選手権（長野）         | -        | 1 87.91 | 1 164.02 | 1 251.93 |
| 2010年12月9日-12日   | 2010/2011 ISUグランプリファイナル（北京）            | -        | 4 77.90 | 2 159.89 | 3 237.79 |
| 2010年11月26日-28日  | ISUグランプリシリーズ エリック・ボンパール杯（パリ） | -        | 1 77.64 | 1 170.43 | 1 248.07 |
| 2010年11月5日-7日    | ISUグランプリシリーズ 中国杯（北京）                 | -        | 1 77.40 | 1 156.11 | 1 233.51 |
| 2010年10月2日-日     | 2010年ジャパンオープン（さいたま）                   | -        | -       | -        | 1 団体   |

| 2009-2010 シーズン    |                                                  |         |           |           |
| 開催日                | 大会名                                           | SP      | FS        | 結果      |
| 2010年3月22日 - 28日  | 2010年世界フィギュアスケート選手権（トリノ）     | 4 84.20 | 12 132.53 | 10 216.73 |
| 2010年2月12日 - 28日  | バンクーバーオリンピック（バンクーバー）         | 8 79.59 | 8 151.60  | 8 231.19  |
| 2009年12月25日 - 27日 | 第78回全日本フィギュアスケート選手権（門真）     | 2 80.54 | 3 155.59  | 3 236.13  |
| 2009年11月5日 - 8日   | ISUグランプリシリーズ NHK杯（長野）              | 5 74.05 | 10 111.95 | 7 186.00  |
| 2009年10月22日 - 25日 | ISUグランプリシリーズ ロステレコム杯（モスクワ） | 2 75.50 | 2 139.63  | 2 215.13  |
| 2009年10月3日         | 2009年ジャパンオープン（さいたま）               | -       | 4 130.13  | 3 団体    |

| 2008-2009 シーズン    |                                                      |          |          |          |
| 開催日                | 大会名                                               | SP       | FS       | 結果     |
| 2009年4月16日 - 19日  | 2009年世界フィギュアスケート国別対抗戦（東京）       | 10 65.25 | 7 125.68 | 8 190.93 |
| 2009年3月23日 - 29日  | 2009年世界フィギュアスケート選手権（ロサンゼルス）   | 5 79.35  | 7 142.83 | 6 222.18 |
| 2009年2月2日 - 8日    | 2009年四大陸フィギュアスケート選手権（バンクーバー） | 3 76.61  | 4 145.15 | 3 221.76 |
| 2008年12月25日 - 27日 | 第77回全日本フィギュアスケート選手権（長野）         | 2 77.40  | 2 148.54 | 2 225.94 |
| 2008年12月10日 - 14日 | 2008/2009 ISUグランプリファイナル（高陽）            | 1 83.90  | 3 140.73 | 2 224.63 |
| 2008年11月13日 - 16日 | ISUグランプリシリーズ エリック・ボンパール杯（パリ） | 2 77.00  | 2 153.78 | 2 230.78 |
| 2008年10月23日 - 26日 | ISUグランプリシリーズ スケートアメリカ（エバレット） | 3 80.10  | 1 146.08 | 1 226.18 |

| 2007-2008 シーズン    |                                                      |          |          |          |
| 開催日                | 大会名                                               | SP       | FS       | 結果     |
| 2008年3月17日 - 23日  | 2008年世界フィギュアスケート選手権（ヨーテボリ）     | 8 70.91  | 8 132.24 | 8 205.15 |
| 2008年2月11日 - 17日  | 2008年四大陸フィギュアスケート選手権（高陽）         | 7 67.48  | 6 128.90 | 8 196.38 |
| 2007年12月26日 - 28日 | 第76回全日本フィギュアスケート選手権（大阪）         | 1 72.70  | 2 146.64 | 2 219.34 |
| 2007年11月22日 - 25日 | ISUグランプリシリーズ ロシア杯（モスクワ）           | 7 64.65  | 4 135.33 | 5 199.98 |
| 2007年10月25日 - 28日 | ISUグランプリシリーズ スケートアメリカ（レディング） | 10 56.25 | 7 121.22 | 8 177.47 |

| 2006-2007 シーズン       |                                                      |          |          |          |
| 開催日                   | 大会名                                               | SP       | FS       | 結果     |
| 2007年4月29日            | 2007年ジャパンオープン（さいたま）                   | -        | 4 132.76 | 1 団体   |
| 2007年1月28日 - 2月4日   | 2007年アジア冬季競技大会（長春）                     | 5 58.73  | 4 118.38 | 4 177.11 |
| 2006年12月27日 - 29日    | 第75回全日本フィギュアスケート選手権（名古屋）       | 5 70.49  | 6 130.39 | 6 200.88 |
| 2006年11月30日 - 12月2日 | ISUグランプリシリーズ NHK杯（長野）                  | 4 67.95  | 3 140.39 | 3 208.34 |
| 2006年11月17日 - 19日    | ISUグランプリシリーズ エリック・ボンパール杯（パリ） | 11 56.04 | 6 121.81 | 6 177.85 |

| 2005-2006 シーズン  |                                                            |          |          |          |          |
| 開催日              | 大会名                                                     | 予選     | SP       | FS       | 結果     |
| 2006年3月6日-12日   | 2006年世界ジュニアフィギュアスケート選手権（リュブリャナ） | 3 107.52 | 2 60.07  | 1 119.98 | 1 180.05 |
| 2005年12月23日-25日 | 第74回全日本フィギュアスケート選手権（東京）               | -        | 10 55.80 | 3 137.20 | 4 193.00 |
| 2005年12月10日-11日 | 第74回全日本フィギュアスケートジュニア選手権（長野）       | -        | 1 62.10  | 1 121.20 | 1 183.30 |
| 2005年11月24日-27日 | 2005/2006 ISUジュニアグランプリファイナル（オストラヴァ）  | -        | 1 60.14  | 1 118.58 | 1 178.72 |
| 2005年10月20日-23日 | ISUジュニアグランプリ SBC杯（岡谷）                        | -        | 3 52.11  | 1 106.83 | 1 158.94 |
| 2005年9月22日-25日  | ISUジュニアグランプリ モントリオール（モントリオール）     | -        | 3 52.10  | 2 113.67 | 2 165.77 |

| 2004-2005 シーズン    |                                                      |          |          |          |
| 開催日                | 大会名                                               | SP       | FS       | 結果     |
| 2004年12月24日 - 26日 | 第73回全日本フィギュアスケート選手権（横浜）         | 1 71.46  | 6 111.23 | 4 182.69 |
| 2004年11月20日 - 21日 | 第73回全日本フィギュアスケートジュニア選手権（大阪） | 3 58.50  | 3 110.61 | 4 169.11 |
| 2004年9月1日 - 5日    | ISUジュニアグランプリ ブダペスト（ブダペスト）       | 14 42.87 | 5 100.07 | 7 142.94 |

| 2003-2004 シーズン       |                                                      |    |    |      |
| 開催日                   | 大会名                                               | SP | FS | 結果 |
| 2003年11月21日 - 23日    | 第72回全日本フィギュアスケートジュニア選手権（京都） | 4  | 6  | 6    |
| 2003年10月30日 - 11月2日 | ISUジュニアグランプリ バルト杯（グダニスク）         | 11 | 8  | 9    |
| 2003年9月24日 - 28日     | ISUジュニアグランプリ メキシコ杯（メキシコシティ）   | 4  | 2  | 2    |

| 2002-2003 シーズン    |                                                        |    |    |      |
| 開催日                | 大会名                                                 | SP | FS | 結果 |
| 2002年11月23日 - 24日 | 第71回全日本フィギュアスケートジュニア選手権（名古屋） | 9  | 7  | 7    |
| 2003年9月26日 - 29日  | ISUジュニアグランプリ モントリオール（モントリオール） | 6  | 7  | 4    |

| 2001-2002 シーズン    |                                                      |    |    |      |
| 開催日                | 大会名                                               | SP | FS | 結果 |
| 2001年11月23日 - 24日 | 第70回全日本フィギュアスケートジュニア選手権（東京） | 8  | 10 | 8    |

## プログラム使用曲
| シーズン  | SP | FS | EX |
| --------- | --- | --- | --- |
| 2015-2016 | レスペート・イ・オルグージョ〜誇りと敬意〜（ファルーカ） 曲：沖仁 振付：宮本賢二                                                                   | イオ・チ・サロ 歌：アンドレア・ボチェッリ ピアノ：ラン・ラン 振付：ローリー・ニコル                                       | エピローグ 曲：坂本龍一 振付：宮本賢二 |
| 2014-2015 | エバリスト・カリエゴ 曲：エドゥアルド・ロビーラ 振付：宮本賢二                                                                                     | イオ・チ・サロ 歌：アンドレア・ボチェッリ ピアノ：ラン・ラン 振付：ローリー・ニコル                                       | レスペート・イ・オルグージョ〜誇りと敬意〜（ファルーカ） 曲：沖仁 振付：宮本賢二                                                                        |
| 2013-2014 | アンスクエア・ダンス 作曲：デイヴ・ブルーベック 振付：シェイ＝リーン・ボーン                                                                       | 序奏とロンド・カプリチオーソ 作曲：カミーユ・サン＝サーンス 振付：マリナ・ズエワ、フェドール・アンドレーエフ              | 映画『華麗なるギャツビー』より Bang Bang ボーカル：ウィル・アイ・アム 振付：佐藤有香                                                                    |
| 2012-2013 | 映画『栄光への脱出』のテーマ 作曲：アーネスト・ゴールド 振付：デヴィッド・ウィルソン                                                               | 序奏とロンド・カプリチオーソ 作曲：カミーユ・サン＝サーンス 振付：マリナ・ズエワ、フェドール・アンドレーエフ              | サウンド・オブ・サイレンス ボーカル：サイモン&ガーファンクル 振付：佐藤有香 ムーン・ダンス ボーカル：マイケル・ブーブレ 振付：マリナ・ズエワ            |
| 2011-2012 | インナー・アージ 作曲：ジョー・ヘンダーソン 振付：デヴィッド・ウィルソン                                                                           | ファンタジア・フォー・ナウシカ 作曲：久石譲 振付：マリナ・ズエワ、フェドール・アンドレーエフ                              | チェロ・ソング ボーカル：ニック・ドレイク 振付：佐藤有香                                                                                                |
| 2010-2011 | ソウル・マン・メドレー 作曲：オリン・アイザックス 振付：佐藤有香、ロベルト・カンパネラ                                                             | ピアノ協奏曲第1番 作曲：フランツ・リスト 振付：マリナ・ズエワ                                                             | Hello, Goodbye & Safety Dance ドラマ『Glee』より 振付：カート・ブラウニング、ロベルト・カンパネラFree Fallin' ボーカル：ジョン・メイヤー 振付：佐藤有香 |
| 2009-2010 | ボールド・アズ・ラヴ 作曲：ジミ・ヘンドリックス 振付：佐藤有香                                                                                     | ギター・コンチェルト 作曲：マイケル・ケイメン、演奏：布袋寅泰 振付：佐藤有香                                              | クローサー ボーカル：ニーヨ 振付：クラレンス・フォード                                                                                                  |
| 2008-2009 | テイク・ファイヴ 作曲：デイヴ・ブルーベック 振付：佐藤有香                                                                                         | ロミオ 映画『ロミオとジュリエット』より 作曲：ニーノ・ロータ 振付：佐藤有香                                               | ラストダンスは私に（ドリフターズ） ボーカル：マイケル・ブーブレ 振付：サンドラ・ベジック                                                                |
| 2007-2008 | キャラバン 作曲：デューク・エリントン、演奏：ザ・ベンチャーズ 振付：佐藤有香                                                                       | ビートルズ・コンチェルト 編曲：ジョン・ラター、演奏：ジョン・ラッター & ロイヤル・フィルハーモニー管弦楽団 振付：佐藤有香 | サタデー・ナイト・フィーバー 演奏：ビージーズ 振付：宮本賢二                                                                                            |
| 2006-2007 | アート・オン・アイス 作曲：エドウィン・マートン サラバンド 作曲：ゲオルク・フリードリヒ・ヘンデル、編曲：エドウィン・マートン 振付：マリナ・ズエワ | ピアノ協奏曲第2番 作曲：フレデリック・ショパン 振付：マリナ・ズエワ                                                       | I Could Have Danced All Night ミュージカル『マイ・フェア・レディ』より ボーカル：ジェイミー・カラム 振付：佐藤有香                                      |
| 2005-2006 | シング・シング・シング パート2 作曲：ルイ・プリマ 振付：佐藤有香                                                                                   | ピアノ協奏曲 作曲：ジョージ・ガーシュウィン 振付：佐藤有香                                                                | カー・ウォッシュ ボーカル：ミッシー・エリオット 振付：中山知                                                                                            |
| 2004-2005 | ミグラ 作曲：サンタナ 振付：佐藤有香 | 映画『パイレーツ・オブ・カリビアン』より 作曲：クラウス・バデルト 振付：佐藤有香                                          | カー・ウォッシュ 作曲：ミッシー・エリオット 振付：中山知                                                                                                |

## 表彰
2006年
- JOCスポーツ賞 新人賞
- 名古屋スポーツ奨励賞
- 中部スポーツ賞 奨励賞

2007年
- 文部科学省・国際競技大会優秀者表彰

2010年
- 名古屋市スポーツ功労賞
- 愛知県スポーツ功労賞[50]
- 文部科学省・文部科学大臣表彰

2011年
- 愛知県スポーツ功労賞[50]
- 第26回中日体育賞（中日新聞）

## 出演

### テレビ
- run for money 逃走中（2010年6月27日、フジテレビ）- 初出場で逃走成功し賞金108万円を獲得、ハンターを4度も振り切るという驚異の身体能力を見せた。
- 小塚崇彦のフィギュアスケートラボ（J SPORTS、2012、2017 - )

## 出版
- 小塚崇彦写真集 『TAKAHIKO』 緒方秀美・撮影（学研・2011年12月13日）
- 『ステップ バイ ステップ』 小塚崇彦・著（文藝春秋・2012年1月11日）
- 『フィギュアスケート観戦ガイド テレビ観戦でわからなかったことがすべてわかる』 小塚崇彦・監修（マイナビ出版・2019年10月30日）
- 『フィギュアスケート 氷の上で感じた世界』 小塚崇彦・著（扶桑社・2019年12月20日）